# ایتان فاکس
ایتان فاکس (انگلیسی: Eytan Fox زادهٔ ۲۱ اوت ۱۹۶۴) یک کارگردان فیلم اهل اسرائیل است.